# Quievy Communal Cemetery Extension
Quievy Communal Cemetery Extension is een Britse militaire begraafplaats met gesneuvelden uit de Eerste Wereldoorlog en gelegen in de Franse gemeente Quiévy in het Noorderdepartement. Ze ligt naast de gemeentelijke begraafplaats aan de Rue de Viesly op 700 m ten zuidoosten van het centrum van Quiévy (Église Notre-Dame de la Visitation). De begraafplaats werd in de huidige vorm ontworpen door William Cowlishaw en heeft een langwerpig trapeziumvormig grondplan dat omsloten wordt door een natuurstenen muur. Aan de straatzijde bevinden zich twee metalen traliehekken als toegang. Het Cross of Sacrifice staat centraal op het terrein. Achteraan op de begraafplaats staat een kubusvormig schuilhuisje. De begraafplaats wordt onderhouden door de Commonwealth War Graves Commission.
Er liggen 189 doden begraven waaronder 27 niet geïdentificeerde. 

## Geschiedenis
De uitbreiding werd oorspronkelijk door de Duitse troepen aangelegd om hun gesneuvelden te begraven en werd na de verovering van het dorp door de 62nd (West Riding) Division door hen overgenomen. 
Er liggen 87 Britten en 102 Duitsers begraven waaronder 27 niet geïdentificeerde.

### Onderscheiden militairen
- T. Briggs, onderluitenant bij de Lancashire Fusiliers werd onderscheiden met het Military Cross (MC).
- J. Pedley, compagnie kwartiermeester-sergeant bij de Duke of Wellington's (West Riding Regiment) werd onderscheiden met de Meritorious Service Medal (MSM).
- sergeant T. Moscrop (Hampshire Regiment) en pionier F.A. Dovey (Royal Engineers) werden onderscheiden met de Military Medal (MM).